# 胶北街道
胶北街道是中国山东省青岛市胶州市下辖的一个街道。

## 行政区划
胶北街道下辖北关社区、锻压社区、国库社区、爱国庄村、八里庄村、大庄村、东谷家庙子村、东松园村、东庸村、郭家湾村、后大王戈庄村、律家庄村、南庸村、逄家庄村、前大王戈庄村、沈家河村、西谷家庙子村、西庸村、西松园村、小铺村、小王庄村、辛庄村、砚里庄村、杨戈庄村、杨家林村、有士泊村、曾家庄村、张王庄村、中庸村。